# Sankt Leonhard (Dietramszell)

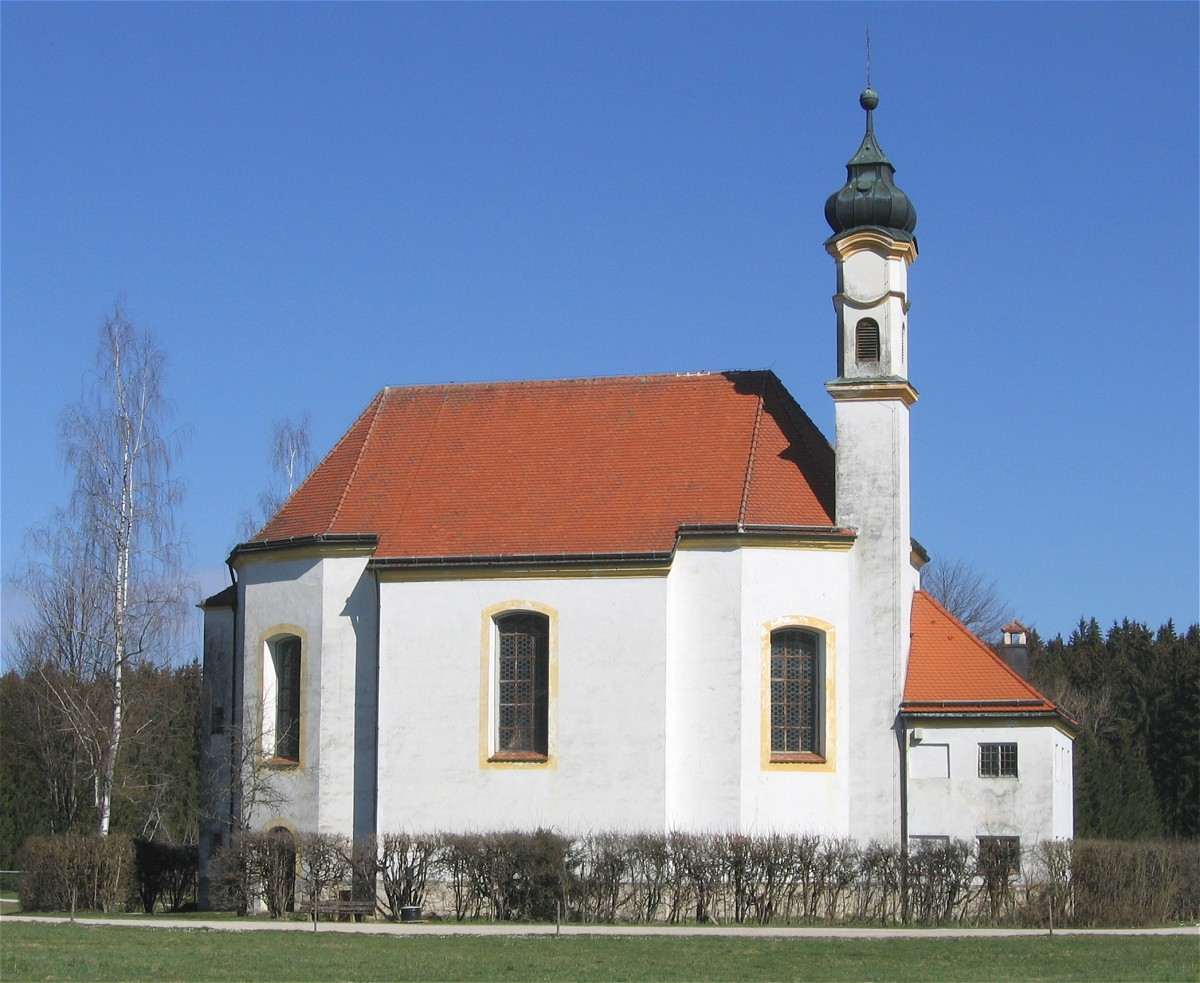
Wallfahrtskirche St. Leonhard

Sankt Leonhard ist ein Ortsteil der Gemeinde Dietramszell im oberbayerischen Landkreis Bad Tölz-Wolfratshausen.

## Geografie
Die Wallfahrtskirche ist ein amtlich benannter Ortsteil, jedoch unbewohnt. Die Kirche liegt nahe der Staatsstraße 2368  rund zwei Kilometer nördlich des Gemeindezentrums. Die Wallfahrtskirche lag bereits vor der Gebietsreform in Bayern im Gebiet der Gemeinde Dietramszell.  

## Baudenkmal
Die Katholische Wallfahrtskirche St. Leonhard steht unter Denkmalschutz. Sie besteht aus einem barocken Zentralraum mit östlich und westlich angeschobenen Ovalräumen und südöstlichem Zwiebelturm. Sie wurde unter Leitung von Leonhard Matthäus Gießl in den Jahren 1765–69 errichtet.
Siehe: Eintrag in der Denkmalliste.